# Поль Мато
Поль Мато (фр. Paul Mathaux, 19 лютого 1888, Булонь-сюр-Мер — 18 вересня 1966) — французький футболіст, що грав на позиції нападника за клуб «Булонь» та національну збірну Франції.

## Клубна кар'єра
На клубному рівні протягом 1907–1909 років грав за «Булонь». 

## Виступи за збірну
1908 року провів чотири гри у складі національної збірної Франції.
Був учасником футбольного турніру на Олімпійських іграх 1908 року в Лондоні, де Францію представляло відразу дві команди. Мато був включений до заявки другої з них, Франція B.
Помер 18 вересня 1966 року на 79-му році життя.